# Вакарелский, Христо
Христо Томов Вакарелский (болг. Христо Томов Вакарелски; 15 декабря 1896, Момина-Клисура — 25 ноября 1979, София) — болгарский этнограф и фольклорист, профессор.

## Биография
Родился 15 декабря 1896 года в селе Момина-Клисура (ныне Пазарджикская область Болгарии). Окончил среднюю школу города Пазарджик. Учился с 1919 по 1923 годы в Софийском университете по специальности «славянская филология», окончил его и работал учителем в местечках Панагюриште, Роман и Самоков. В Варшаве продолжил обучение по специальности «славянская этнография» в 1925—1927 годах.
С 1927 по 1940 годы Христо Вакарелский работал ассистентом и сотрудником Народного этнографического музея в Софии (ныне Этнографический институт и музей Болгарской академии наук). За время своей работы он организовал крупнейшую болгарскую этнографическую выставку в Хельсинки, состоявшуюся с 24 ноября по 12 декабря 1937 и вызвавшую большой резонанс в финской прессе. В 1941—1944 годах был директором Народного музея в Скопье, после завершения Второй мировой войны вернулся в Народный этнографический музей Софии и стал его директором. Работал там до 1962 года, основал Болгарское естественно-научное общество и стал его председателем. За свою деятельность в 1965 году он был удостоен премии Гердера.
Скончался 25 ноября 1979 года в Софии.

## Научные труды
- Из веществената култура на българите (1930)
- Бит и език на малоазийските българи (1935)
- Понятия и представи за смъртта и душата. Сравнително фолклорно проучване (1939)
- Български празнични обичаи (1943)
- Въпросник-упътване за събиране на етнографски материали (1946)
- Ковано желязо (соавтор, 1957)
- Български народни обичаи (1960)
- Добруджа. Материали към веществената култура на българите през периода на капитализма (1964)
- Етнография на България (1974, 1977, 2007; 1965 — на польском, 1969 — на немецком)
- Моят път към и през етнографията (посмертно, 2002)

## Область исследований
Благодаря своим исследованиям болгарской культуры Вакарелский стал одним из ведущих болгарских этнографов и фольклористов XX века. Для него в высшей степени было характерно восприятие фольклора в широком значении, который не ограничивался словесностью. Вакарелский, в частности, занимался сбором болгарских народных песен; традиций и обычаев, имевших корни не только в христианской, но и античной культуре; а также одним из первых описал особенности болгарского народного костюма и его символики.

## Галерея

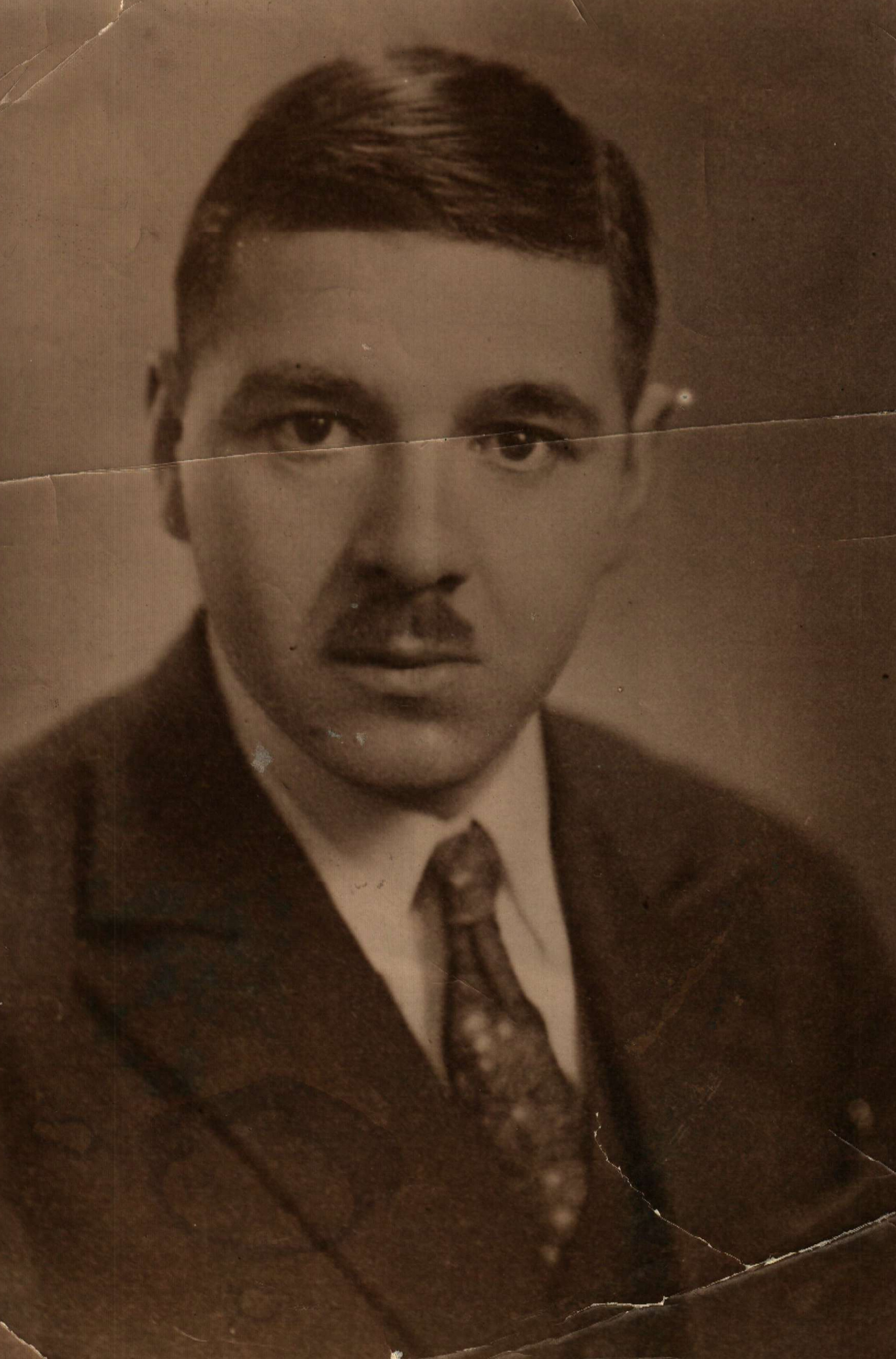
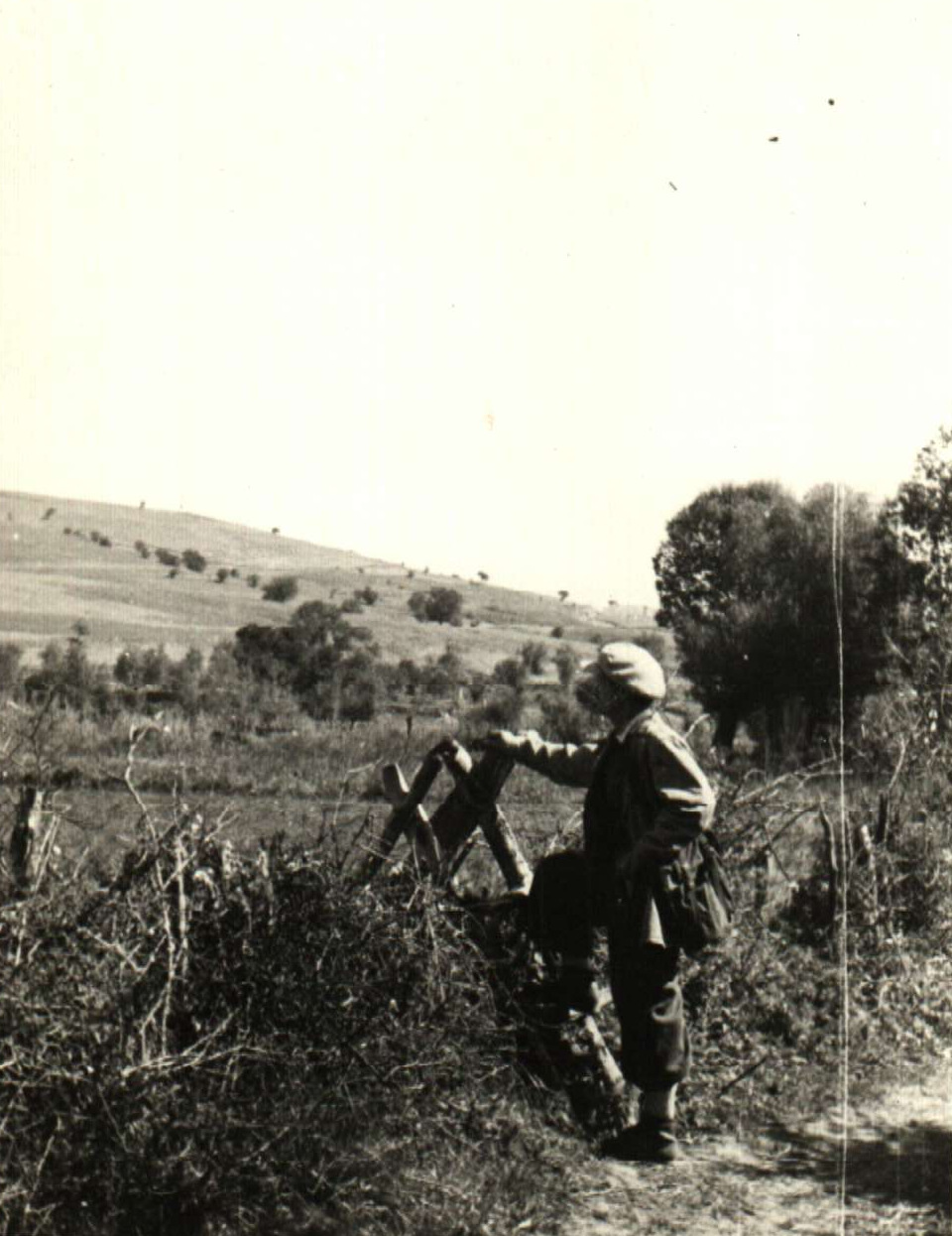
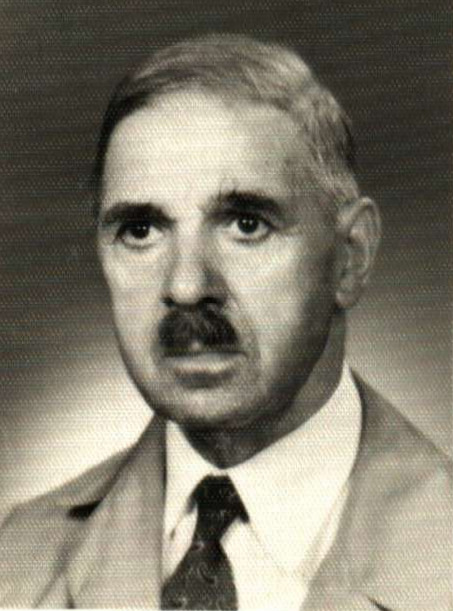